# كارلوس دي كامبوس
كارلوس دي كامبوس هو سياسي برازيلي، ولد في 6 أغسطس 1866 في كامبيناس في البرازيل، وتوفي في 27 أبريل 1927 في ساو باولو في البرازيل. نشط حزبياً في Paulista Republican Party ‏. وقد انتخب النائب الاتحادي لساو باولو ‏.